# آرثر والكر
آرثر والكر (بالإنجليزية: Arthur Earl Walker)‏ (و. 1907 – 1995 م) هو عالم أعصاب، وجراح أعصاب، وأستاذ جامعي، من الولايات المتحدة الأمريكية، ولد في وينيبيغ، كان عضوًا في الأكاديمية الأمريكية للفنون والعلوم، توفي عن عمر يناهز 88 عاماً بسبب نوبة قلبية.

## التعليم
تعلم في جامعة ييل، وجامعة شيكاغو، وجامعة ألبرتا.